# Bedřich Anděl
Bedřich Anděl, též Fridrich Andel (11. února 1821, Praha – 11. září 1895, Praha) byl daguerrotypista, litograf, malíř, fotograf, grafik a miniaturista.

## Život
Bedřich Anděl studoval malířství u Antonína Mánesa na Akademii výtvarných umění v Praze a v letech 1840–1848 pracoval jako litograf v Čechách i v zahraničí. Od roku 1848 se jako jeden z prvních malířů v Praze zabýval daguerrotypií a od roku 1852 působil jako fotograf. V pražském adresáři na rok 1854 je uváděn jako daguerrotypista na adrese Vodičkova č.p. 674, roku 1856 na adrese Malé náměstí č.p. 460. Vedle daguerrotypií se zabýval i ambrotypií. Po roce 1866 odevzdal fotoateliér synům Bedřichu Martinovi (* 1844) a Janovi (* 1845) a věnoval se znovu malbě.
Zemřel po delší nemoci v nemocnici, pohřben byl na Olšanských hřbitovech.

## Dílo
Mezi jeho nejznámější díla náleží soubor výjevů z revolučního roku 1848. Je autorem známé litografie Svatováclavské mše 12. 6. 1848 zhotovené podle daguerrotypie. Vedle jiných pražských fotografů se Anděl ve svém ateliéru podílel na zvěčnění několika kostýmovaných postav ze slavnostního průvodu k oslavě 300. výročí narození Williama Shakespeara, které Praha slavila 23. dubna 1864. Na výstavě Sto let české fotografie v UPM (1939) byla vystavena Andělova ambrotypie skupinového portrétu vytvořená v exteriéru. Vzácněji dochované vizitky vynikají nenuceným kultivovaným podáním, jež řadí Anděla k předním „akademickým fotografům“.

## Galerie

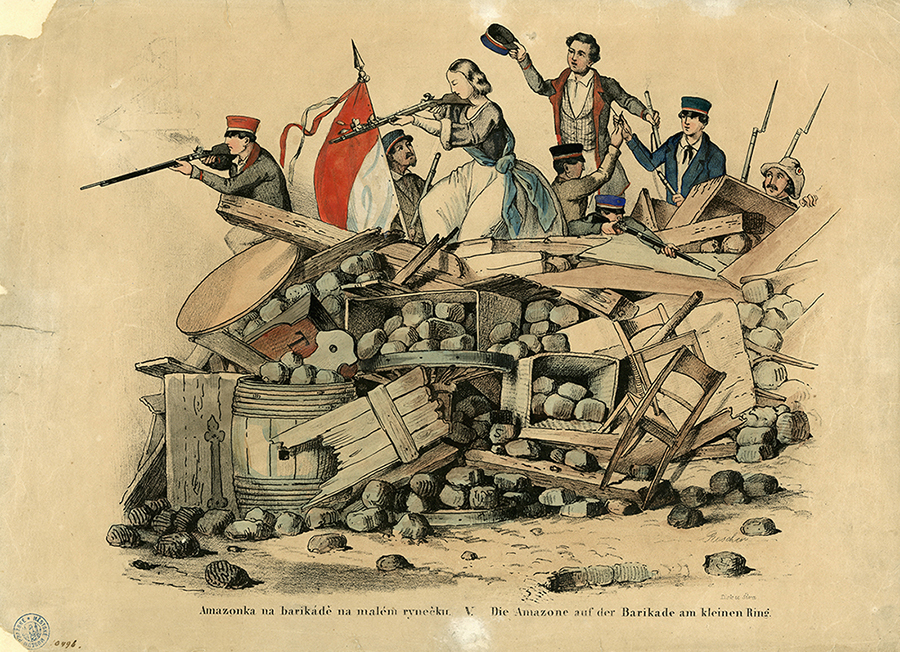
František Roscher, Bedřich Anděl: Amazonka na barikádě, Praha 1848
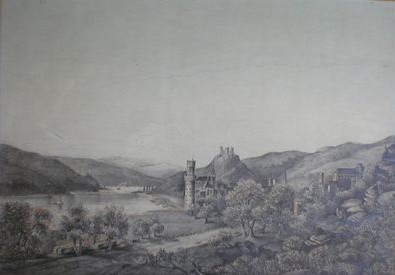
Pohled na město (před 1895)
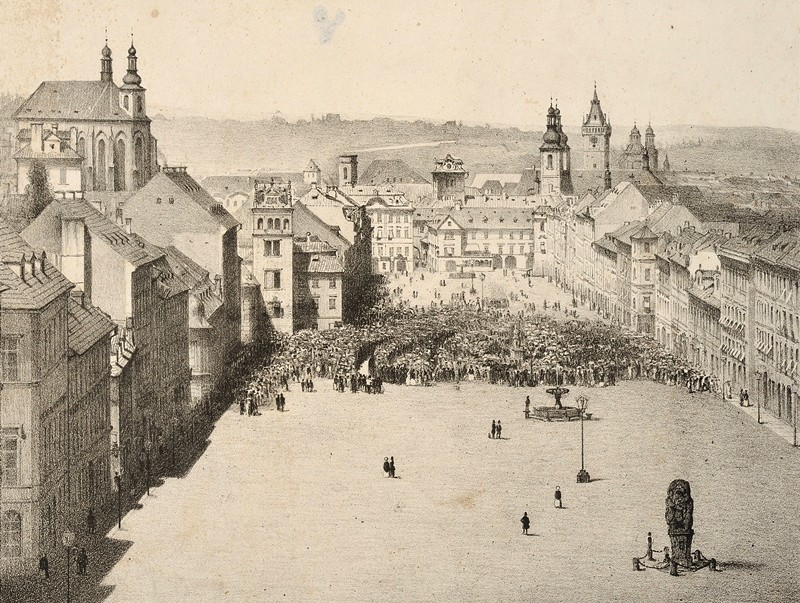
Osudná mše na Koňském trhu 12. 6. 1848 (podle Václava Trajce) (1848), litografie
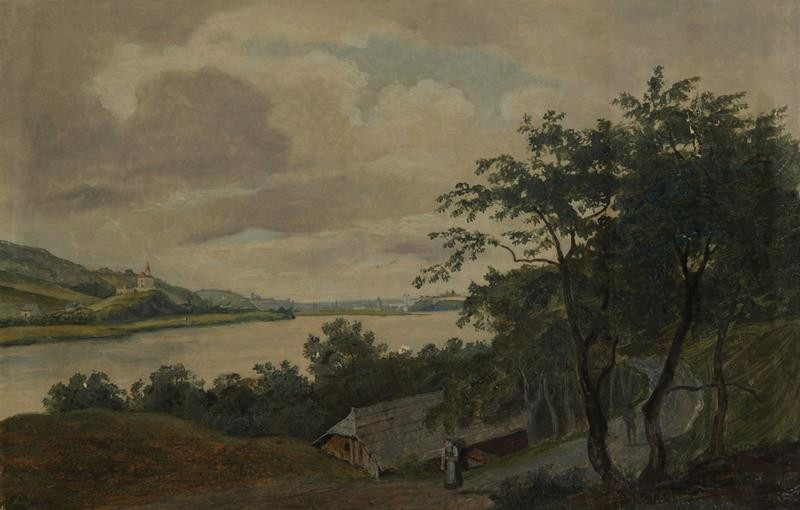
Pohled na Prahu od Bráníka (kol.1850)